# Is There Anybody Out There?
Is There Anybody Out There? es una canción escrita por Roger Waters, grabada y publicado por la banda de rock progresivo Pink Floyd, lanzado el 30 de noviembre de 1979, cómo parte del álbum "The Wall" y en la película "Pink Floyd: The Wall".

## Versión del álbum
En el comienzo se escuchan partes extraídas de los programas de TV Gunsmoke y Gomer Pyle, U.S.M.C.. Cerca de los 40 segundos se escucha la voz de Roger Waters junto a gritos agudos y un coro. Inmediatamente comienzan los arpegios de la guitarra con cuerdas de nylon de David Gilmour, luego se le une un violín y una guitarra adicional de volumen moderado.
La única voz que se escucha, es la pregunta "Is there anybody out there?", con un eco repetido de Roger Waters.

## Versión de la película
Durante el inicio de la canción se ve a Pink golpeando contra un muro de cemento gigante y preguntándose, mientras Waters canta su (traducido al español): "¿Hay alguien ahí afuera?".
Cerca de 40 segundos de empezada la canción se escuchan gritos agudos y a penas lejanos, y quince segundos se une un coro en La menor que termina cuando Waters repite su parte. En seguida comienza la parte instrumental con cambios en los arpegios de guitarra.
El protagonista "Pink" se ve semidesnudo, en su departamento casi destrozado, armando pequeñas construcciones usando huesos de pollo, latas de gaseosas, partes de guitarras eléctricas destruidas, y demás elementos parcialmente dañados.
Y en el final el protagonista comienza a afeitarse, y decide afeitarse el pecho, derramando gotas de sangre.

## Personal
- David Gilmour - sonido de gaviota (guitarra y pedal wah-wah), voces.[1]
- Roger Waters - voces, bajo eléctrico.[1]
- Richard Wright - Sintetizador Prophet-5.[1]
- Bob Ezrin - sintetizador, sintetizador de cuerdas.[1]
- Ron di Blasi - guitarra clásica.[1]